# Hypercompe granula
Hypercompe granula är en fjärilsart som beskrevs av Guen. Hypercompe granula ingår i släktet Hypercompe och familjen björnspinnare. Inga underarter finns listade i Catalogue of Life.